# George Williams
George Christopher Williams (nascut el 7 setembre 1995) és un futbolista professional gal·lès que juga al Gillingham, cedit pel Fulham, i l'equip nacional de Gal·les.

## Trajectòria

### Milton Keynes Dons
El 12 de novembre 2011 Williams va fer el seu debut en la victòria de la FA Cup contra el Nantwich Town, convertint-se en el jugador més jove del Milton Keynes Dons, abans de marcar el seu primer gol en categoria professional amb 16 anys, dos mesos i cinc dies d'edat. El gol també el va convertir en el golejador més jove de la FA Cup.